# Waterland (regione dei Paesi Bassi)
Il Waterland (formato da ol. water "acqua" e land "terra") è una regione geografica della provincia dell'Olanda Settentrionale nel nord-ovest dei Paesi Bassi.
Da questa regione prende il nome l'omonimo comune.

## Geografia

### Collocazione
La regione del Waterland si trova a nord di Amsterdam.

### Comuni
Nel territorio del Waterland sono compresi i seguenti comuni:
- Beemster
- Edam-Volendam
- Landsmeer
- Purmerend
- Waterland
- Wormerland
- Zeevang

### Località (lista parziale)
- Broek in Waterland
- Edam
- Katwoude
- Middenbeemster
- Oosthuizen
- Volendam

## Lingua
Nel Waterland si parla un gruppo di dialetti, noti come dialetti del Waterland, che risultano pressoché incomprensibili agli altri olandesi. Questo gruppo di dialetti comprende anche il dialetto di Volendam.